# 조백현
조백현(趙伯顯, 1900년 12월 15일~1994년 7월 13일)은 대한민국의 토양학자 겸 농화학자이다.

## 일생

### 주요 경력
- 1925 수원고등농림학교 조교수
- 1945 미 군정청 KEC(한국교육위원회) 위원
- 1946 서울대학교 농과대학 교수 및 학장
- 1955 대한민국학술원 종신회원, 한국농학회 초대 회장
- 1965 서울대학교 명예교수
- 1965 ~ 1973 한국원자력위원회 상임위원
- 1972 한국식품과학회 초대 회장
- 1986 화농장학회 이사장
- 1993 재단법인 화농연학재단 이사장

### 학력
- 1913년 경성 매동보통학교 졸업
- 1916년 경성 보성고등보통학교 수료
- 1919년 경기도 수원고등농림학교 졸업
- 1921년 일본 규슈 제국대학교 농학과 전퇴
- 1925년 일본 규슈 제국대학교 농예화학과 학사
- 1928년 일본 규슈 제국대학교 대학원 농예화학과 농학석사
- 1957년 서울대학교 대학원 농학과 농학박사

### 생애 및 업적
서울 출생이고 본관(관향)은 평양(平壤)이며 아호(雅號)는 화농(華農)이다. 구한말에 대한제국 육군 참장을 지낸 무관(武官) 출신인 조성근(趙性根)의 아들이며 자형은 사학자 이병도(李丙燾)이다.
근대 농학 및 생화학 연구의 효시 과학자로 전통식품의 연구를 실제 국민들의 식생활과 연계시키며 농학 및 식품산업 분야를 발전시켰다. 특히 콩, 김치, 전통 장류 등에 관한 연구를 통해 대한민국 전통식품을 과학적이고 체계적으로 접근해 종균의 개발과 번식 등의 연구에 공헌했다. 즉, 김치의 영양가치, 메주 곰팡이 분류, 고추장 성분분석 등 전통식품을 농학으로 발전시켰다. 콩나물과 산나물 등을 연구한 1932년 ‘두아제조 중 일어나는 제 성분의 변화에 관하여’(수원고등농림학교 창립 25주년 기념 논문집), ‘한국산야생식용식물의 식품적 가치에 대하여’(1932, 동상논문집) 등은 한국인이 발표한 농학 분야 최초의 학술논문으로, 한국 근대 농학연구의 효시로 평가받고 있다.
또한 비료 개발, 쌀 생산성 향상 등 국민생활 및 건강과 관련한 실용적인 분야에 적극적으로 뛰어들어 낙후된 농업 환경을 개선하기 위해 노력했다. 특히 원자력 동위원소를 이용해 벼농사의 합리적인 방법을 연구해 쌀 생산성을 향상시켰고, 이는 한국 최초의 국제협력공동연구이며, 합리적 시비체계 수립에 관한 연구로도 세계 최초로 손꼽힌다. 연구방법 및 결과의 해석에 대해서도 국제원자력기구(IAEA)가 극찬했다. 1965년 원자력청 산하에 방사선농학연구소를 창설하고 벼의 품종개량 및 비료성분과 환경오염물질의 토양 및 수질 환경에서의 동태 등 농업 현장의 농업 생산성 향상을 위해 노력하며 농업 및 농산업 분야의 기초를 완성했다.
근대 교육자로, 1925년 수원농림전문학교에 최초 한국인 강사로 부임해 교수를 거쳐 교장으로 취임했으며, 1946년에는 서울대학교 농과대학 초대 학장으로 취임해 우리나라 농학 교육 및 정상화에 힘썼다. 한국 대학 기반 설계를 위해 미국 정부와 함께 미국 ‘미네소타 대학 계획’을 수립했고, 이 계획을 통해 한국 농학 분야 대학교육의 체계를 수립하고 교수의 교육 및 연구능력 향상을 위한 해외연수 파견 제도를 설립했다.
1954년에는 한국 농학회 창설과 함께 회장을 맡았고 1967년에는 한국토양비료학회 회장을 역임하는 등 여러 농학학술회 활동을 수행하며, 한국 농학회의 근대화를 위해 힘썼으며, 1986년에는 농학 분야의 기초연구를 하는 연구자들을 격려하기 위해 사재를 털어 화농장학회 및 화농상 시상제도를 설립했다.
만년에는 동갑의 농학자 윤상원(尹相元) 건국대학교 명예교수와 서로 개신교 침례회 교우로 지내었으며 그와 같은 해(1994년)에 별세하였다.

## 상훈
- 1961 학술원상
- 1962 문화훈장 국민장
- 1977 수당 과학상

## 참고 자료
- 대한민국 과학기술유공자 홈페이지
- 근대 농학 및 생화학 연구의 선구자, 故 조백현 서울대 명예교수